# Buddy Elias

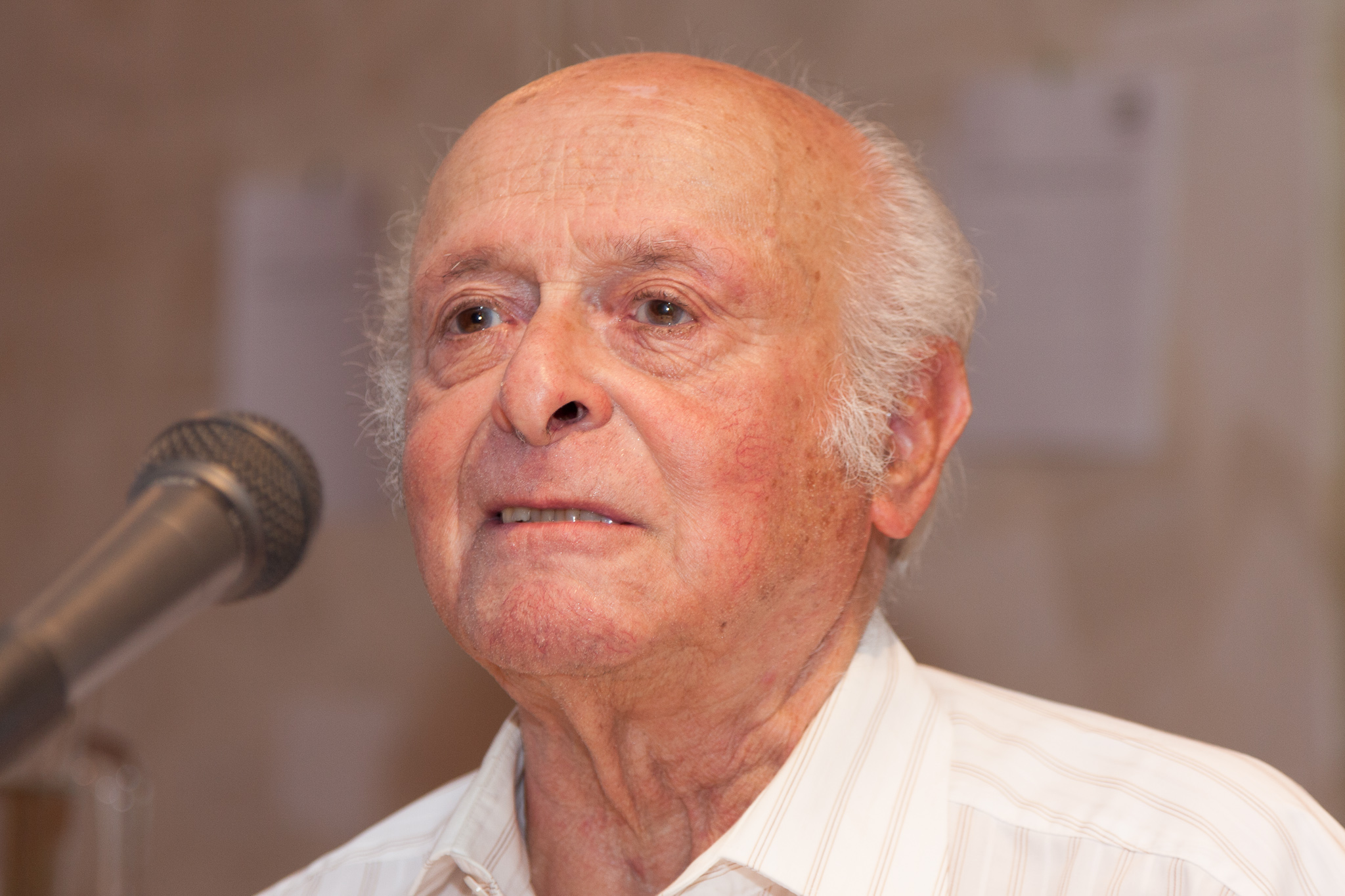
Buddy Elias bei einer Lesung im Berliner Anne Frank Zentrum, 2012

Bernhard Paul „Buddy“ Elias [ˈbʊdi] (* 2. Juni 1925 in Frankfurt am Main; † 16. März 2015 in Basel) war ein Schweizer Schauspieler und ein Cousin Anne Franks.

## Leben
Buddy Elias kam 1931 nach Basel, nachdem sein Vater Erich Elias 1929 die dortige Filiale der Opekta übernommen hatte. Seine Mutter war Helene Frank. Buddy absolvierte seine Schauspielausbildung am Konservatorium. Weitere Studien bei Ernst Ginsberg in Zürich schlossen sich daran an. Ab 1947 war er mehr als zehn Jahre lang als Komiker bei Holiday on Ice zu sehen.
Ab 1962 war Elias auch an internationalen Theatern tätig (Schweiz, Großbritannien, Frankreich und Deutschland) und trat unter anderem bei den Salzburger Festspielen auf. Seit Mitte der 1970er-Jahre arbeitete Buddy Elias vermehrt für Film und Fernsehen. Die Liste seiner Auftritte in deutschen Fernsehserien als Nebenrolle oder Gast umfasst neben vielen anderen Drei Damen vom Grill (1979), Die Schwarzwaldklinik, Mit Leib und Seele, Das Traumschiff, Tatort, Bella Block, Wolffs Revier, Alles Atze und St. Angela.
Im Kino spielte Buddy Elias oft in Filmen, die sich mit dem Holocaust auseinandersetzten: Peter Lilienthals David (1979), Menahem Golans The Magician of Lublin (1979), Frans Weisz’ Charlotte (1981), die Geschichte der in Auschwitz ermordeten Malerin Charlotte Salomon. Weitere Filme: Der Zauberberg (1982), Kassettenliebe (1982, mit Emil Steinberger), Bronsteins Kinder (1991, nach Jurek Becker), Mutters Courage (1995).
Man konnte ihn auch in Hörspielen hören, etwa als Gepäckträger Eugen in einer Bibi-Blocksberg-Folge, als Rudi Rundleder und Ottokar Oberschlau in Benjamin Blümchen sowie in der  Jan-Tenner-Folge Nr. 18 als König Xoracu.
Ebenso arbeitete er auch als Synchronsprecher. Z.B. in dem Film Zwei außer Rand und Band als Kneipenbesitzer.
Buddy Elias lebte in Basel und war mit der Schauspielerkollegin Gerti Elias, geborene Wiedner, verheiratet. Ihre zwei Söhne, Patrick († 2023) und Oliver Elias, wurden ebenfalls Schauspieler.
Buddy Elias war der Cousin und neben seinen Söhnen der letzte lebende Verwandte von Anne Frank, die von Nationalsozialisten 1945 im KZ Bergen-Belsen ermordet wurde. Er war Präsident des Anne Frank-Fonds mit Sitz in Basel. Dieser verwaltete seit dem Tod von Anne Franks Vater Otto (1980) die Autorenrechte am Tagebuch der Anne Frank. Der Anne-Frank-Fonds vergibt seit 2007 das Buddy-Elias-und-Otto-Frank-Stipendium. Jährlich am 16. Februar, dem Geburtstag Margot Franks, wird damit eine Forschungsarbeit im Anne-Frank-Archiv gefördert.

## Filmografie (Auswahl)
- 1976: Pariser Geschichten (TV-Serie)
- 1979: David, Regie: Peter Lilienthal
- 1980: Charlotte
- 1981: Wie der Mond über Feuer und Blut, Regie: Axel Corti
- 1982: Der Zauberberg (1982), Regie: Hans W. Geissendörfer
- 1983: Das Traumschiff: Marrakesch
- 1984: Drei Damen vom Grill (Folge 59 Die Fahrradzicke), Regie: Michael Werlin
- 1985: Schöne Ferien – Urlaubsgeschichten aus Mallorca
- 1986: Zieh den Stecker raus, das Wasser kocht, Regie: Ephraim Kishon
- 1987: Peng! Du bist tot!, Regie: Adolf Winkelmann
- 1988: Die Schwarzwaldklinik (Episode „Die Freundin“)
- 1989–1992: Mit Leib und Seele (ZDF-Fernsehserie)
- 1990: Die Frosch-Intrige, Regie: Hartmut Griesmayr
- 1991: Bronsteins Kinder, Regie: Jerzy Kawalerowicz
- 1992: Glückliche Reise – Australien
- 1994: Ihre Exzellenz, die Botschafterin, Regie: Peter Deutsch (ZDF-Fernsehserie)
- 1995: Mutters Courage, Regie: Michael Verhoeven
- 1998: Totalschaden, Regie: Thorsten Näter
- 1999: Tatort – Bienzle und die blinde Wut
- 2002: Edel & Starck (Folge Das Soufflé der Götter)
- 2004: Bella Block (Folge Hinter den Spiegeln), Regie: Thorsten Näter
- 2004: Was nützt die Liebe in Gedanken, Regie: Achim von Borries
- 2004: Mit deinen Augen
- 2006: Alles Atze (Folge Die Rückkehr des Lehrers), Regie: Martin Przyborowski
- 2007: Tatort – Schwelbrand
- 2008: Das Fräuleinwunder, Regie: Sabine Boss
- 2009: Hunkeler und der Fall Livius, Regie: Stefan Jäger, Markus Fischer
- 2014: Monuments Men – Ungewöhnliche Helden, Regie: George Clooney

## Hörspiele (Auswahl)
- 1980: Benjamin Blümchen; als Briefträger (Episode 12); Regie Ulli Herzog
- 1980: Bibi Blocksberg;  Ein verhexter Urlaub (Episode 5); Regie Ulli Herzog
- 1982: Die Abenteuer des Odysseus; Buch Jürgen Knop; Regie Ulli Herzog
- 1984: Benjamin Blümchen; wird verhext (Episode 36); Regie Ulli Herzog
- 2010: Hugo Rendler: Finkbeiners Geburtstag. Radio-Tatort, SWR

## Auszeichnungen
- 2012: Ehrenplakette der Stadt Frankfurt am Main[4]
- 2007: Basler Stern[5]